# Contrat de développement innovation
Pour les articles homonymes, voir CDI.
Le contrat de Développement Innovation (CDI) est une aide accordée aux petites et moyennes entreprises, en France, pour compléter le financement du développement innovant.
C'est Oséo qui en est le service instructeur. 

## Objet
Le CDI soutient le financement des investissements immatériels et du besoin en fonds de roulement des programmes d'innovation des PME. 
Le projet d'innovation peut correspondre :
- au lancement industriel et commercial d'un produit,
- au développement d'une technologie innovante,
- à la modernisation de l'outil de production,
- à la conquête de nouveaux marchés,
- à de nouveaux modèles de commercialisation de produits et/ou services.

Le Contrat de Développement Innovation permet de financer les dépenses suivantes :
- frais de recrutement et de formation,
- prospection et négociation des premières commandes,
- campagne de communication,
- coûts de mise aux normes,
- matériels, progiciels, équipements à faible valeur de revente,
- augmentation du BFR (besoin en fonds de roulement), ...

Sont exclues d'office les opérations relatives au financement : 
- de la création
- de transmission
- de restructuration financière

## Bénéficiaires
Les bénéficiaires sont des PME Innovantes :
- de plus de 3 ans,
- financièrement saine,
- de tout secteur d'activité (à l'exception des secteurs interdits par l'Union Européenne),
- de moins de 250 salariès,
- ayant un chiffre d'affaires inférieur à 50M€ HT.

Ces PME régionales doivent être engagées dans un programme d’innovation :
- lancement industriel et commercial d’un produit,
- développement d’une technologie innovante,
- modernisation de l’outil de production,
- conquête de nouveaux marchés,
- nouveaux modes de commercialisation de produits et/ou services.

## Caractéristiques de l'aide
Prêt :
- sans garantie ni caution personnelle
- de 40 000 € à 400 000 €,
- d’une durée de 6 ans
- avec un allègement du remboursement la première année.